# Pratik
Het woord pratik, van Sanskriet pratiika, betekent symbool. De pratik van Ananda Marga is een yantra, die wordt gebruikt in de meditatieruimte als herinnering aan de idealen van de yoga. Volgens Ananda Marga zijn deze idealen zelfverwerkelijking en dienstbaarheid aan allen. De pratik is opgebouwd uit een aantal zeer oude symbolen.
Het hexagram bestaat uit twee gelijkzijdige driehoeken. De naar beneden gerichte driehoek representeert de naar binnen gerichte inspanning, dat wil zeggen de meditatieve of subjectieve benadering van zelfverwerkelijking. De naar boven gerichte driehoek staat voor de naar buiten gerichte inspanning in de objectieve, fysische wereld of samenleving. De wereld lijkt, in relatie tot het "ik-gevoel", een uitwendig verschijnsel te zijn. De naar buiten gerichte inspanning is dus de dienst aan de ander of de buitenwereld. Een dynamisch en geïntegreerd evenwicht tussen de inspanningen voor zelfverwerkelijking en sociale dienstverlening zou resulteren in algehele vooruitgang of het ontwaken van de ziel. De in elkaar grijpende driehoeken verbeelden zo een subjectieve levensbenadering met objectieve aanpassingen.
Het ontwaken van de ziel wordt in de pratik verbeeld door een rijzende zon. Het uiteindelijke doel, de spirituele overwinning of verlichting, wordt weergegeven door een swastika. Het woord swastika betekent "goed bestaan of blijvende natuur" ("su" = goed, "asti" = zijn). De verticale lijn in de swastika verbeeldt het Kosmisch Bewustzijn of Purusha en de horizontale lijn het Scheppende Principe of Prakrti. De armen van de swastika geven de anti-kloksgewijze richting aan van de opstijgende kundalini tijdens het proces van zelfverwerkelijking.
Volgens de tantra yogafilosofie van Ananda Marga in Ananda sutram is alles in het universum een combinatie van Purusha (schouwend bewustzijn of Shiva) en Prakrti (scheppend principe of Shakti). De mannelijke Purusha en vrouwelijke Prakrti zijn dus in alles aanwezig, zoals twee onafscheidelijke helften van een en dezelfde medaille. De swastika is daarmee een symbool dat qua symboliek lijkt op het Yin-Yang symbool. Het woord tao is dan ook, etymologisch gezien, afgeleid van het woord tantra.